# أحمد بن عاشر
أَحْمَدُ بْنُ مُحَمَّدِ بْنِ عُمَرَ بْنِ عَاشِرٍ الأَنْدَلُسِيُّ (ولد بشمينة بالأندلس وتوفي بسلا سنة 1364)، يشكل مع سيدي عبد الله بن حسون سلاطين الأولياء بسلا.

## حياته ونشأته

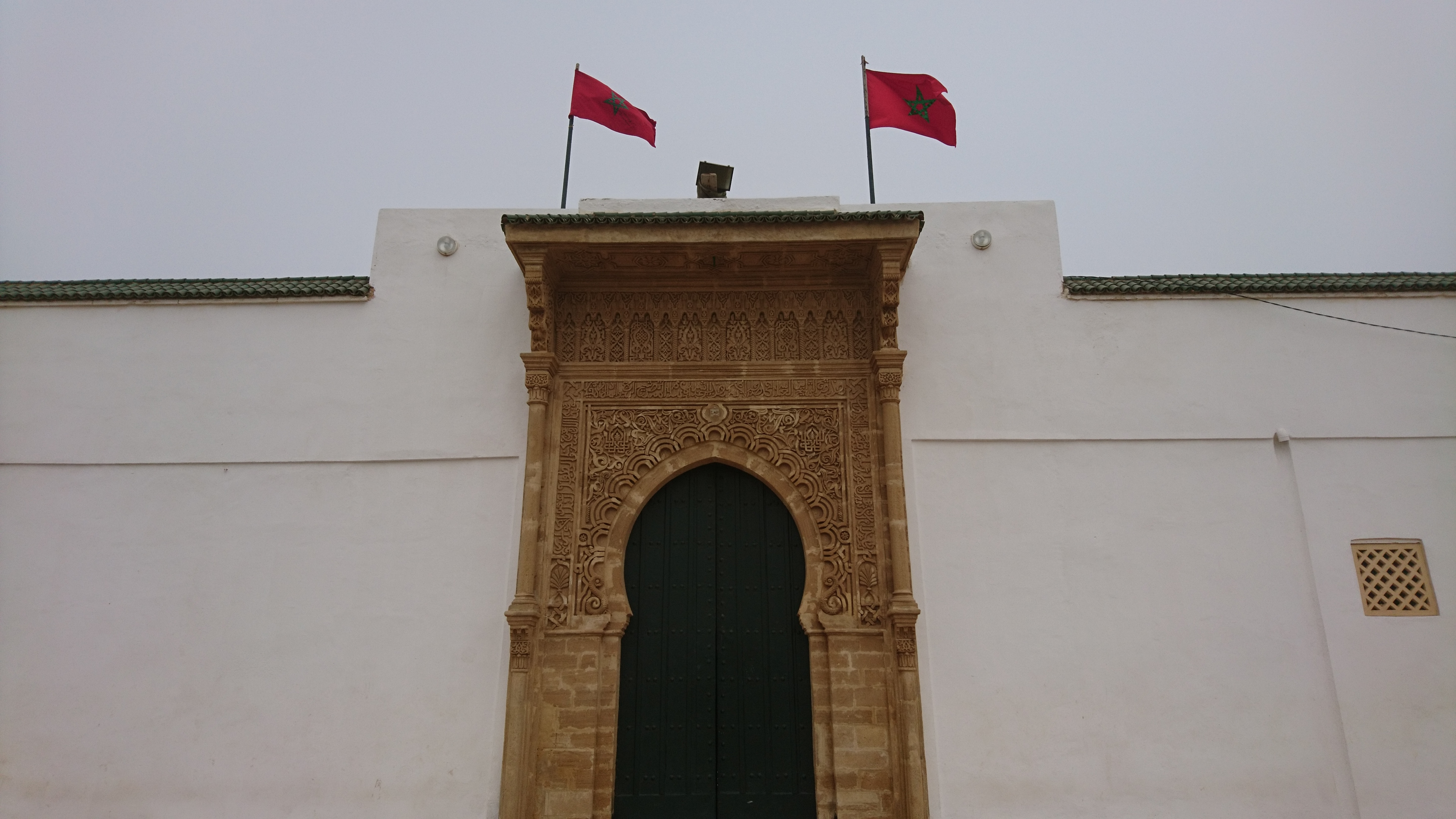
مدخل ضريح سيدي ابن عاشر بمدينة سلا بالمغرب

ولد أحمد بن عاشر اواخر القرن الثالت عشر «بشمينة» من بلاد الأندلس، وبها نشأ وحفظ القرآن، وقرأ العلم التأسيسي، ثم انتقل منها إلى الجزيرة الخضراء، وأقام بها زمنا مشتغلا بتعليم كتاب الله تعالى، فلقي بها الأكابر من أهل العلم والمقامات، منهم الشيخ أبو سرحان مسعود الأبله، ثم رحل للحج والزيارة، ثم رجع إلى المغرب، ودخل مدينة فاس، وأقام بها مدة، ثم رحل إلى مكناسة الزيتون، واستوطنها مدة.. وفي رواية مختلفة في بعض التفاصيل أنه دخل إلى المغرب صحبة عائلته أوائل القرن الثامن الهجري في عهد الملك أبو عنان فارس المريني، فرحل إلى فاس أولا، ثم توجه إلى الحجاز لأداء مناسك الحج، وبعد رجوعه من مكة استوطن مكناسة الزيتون، ثم رحل منها وسكن مدينة سلا بشكل نهائي سنة 1350م.

من أحفاده العائلة السلاوية آل  اعمـار.

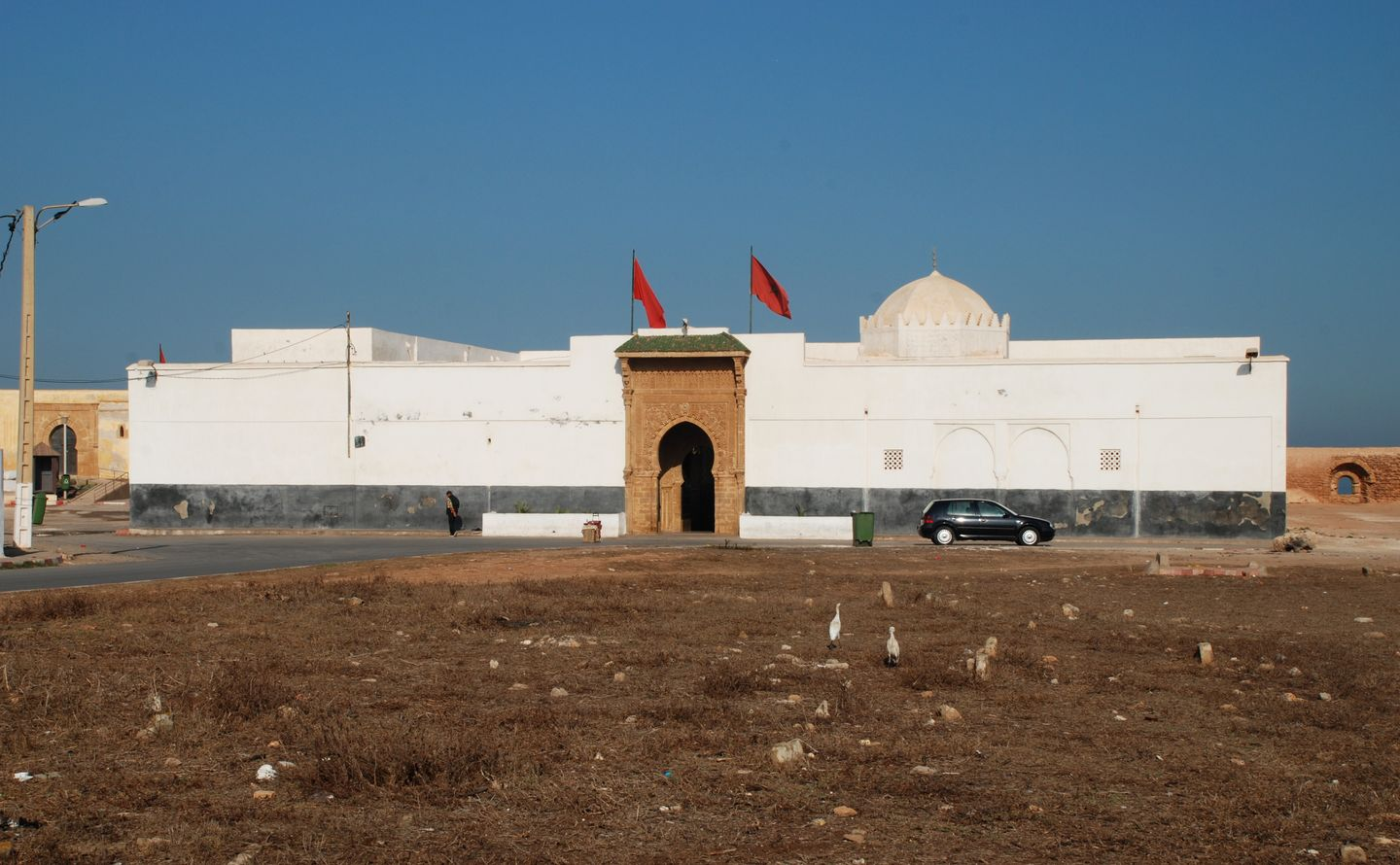
ضريح سيدي ابن عاشر في سلا

## مسيرته
لما انتقل أحمد ابن عاشر إلى حاضرة سلا، نزل في رباط الفتح بزاوية الشيخ العالم أبي عبد الله اليابوري وكان رجلا معروف القدر لكونه ساهم في إحياء العلم بالرباط، بعد فترة ركود تلت ضعف الموحدون بعد معركة العِقاب حتى استلام السلطة من طرف بني مرين، وأقام سيدي بن عاشر مع شيخه اليابوري على بر واستحسان، وكان الشيخ يسميه «الشاب الأسعد الصالح»، وكان يأمر بإيناسه والنظر في مصالحه، وأسكنه خلوة في زاوية شالة، وحفزه لإقراء الأولاد القرآن، لكونه كان يختار ألا يأكل إلا من كسبه، كما اكتسب بنسخ الكتب وبيعها خصوصا «عمدة الأحكام»، وكان معجبا بها مؤثرا لها ولحفظها وفهمها.. وكان اشتغال بن عاشر بالكسب من عمل اليد بحثا عن الاستقلالية، وهو ما دفع فيما بعد السلطان أبا عنان المريني للبحث عنه والرغبة في زيارته في قصة مشهورة.
بعد وفاة الشيخ اليابوري، انتقل أحمد بن عاشر لعدوة سلا، فنزل منها بزاوية الشيخ أبي زكرياء الكائنة بقرب الجامع الأعظم، وبدار المقدم عليها الشيخ أبي عبد الله محمد بن عيسى، تلميذ الشيخ أبي زكرياء المذكور..
يقول عبد الله التليدي في كتابه: «المطرب في مشاهير أولياء المغرب» عن سيدي أحمد بن عاشر الأندلسي، نزيل سلا ودفينها، المنقطع النظير في الزهد والورع، كان من كبار العلماء العاملين منقطعا عن الدنيا وأهلها كثير النفور من الأمراء ورجال الدولة، لا يكاد يواجه أحدا منهم قصده مرة السلطان أبو عنان يريد زيارته فوقف ببابه طويلا فلم يأذن له وانصرف راجعا ثم عاد إليه مرارا فلم يصل إليه.
من تلاميذ ابن عاشر سيدي علي بن أيوب الرباطي الذي كان يقول: "من ظن الحق في غير القرآن، ضل ومن طلب الوصول على غير طريق السنة، لم يصل أبداً، ومن تلاميذه أيضاً محمد الحلفاوي الإشبيلي الذي استوطن فاساً وأخذ التصوف عن أبي يعقوب الزيات، ومنهم ابن أبي مدين العثماني الذي كان يقول: "روض نفسك بالآداب الشرعية تبلغك للحضرة القدسية"، وابن عباد صاحب الرسائل الكبرى والصغرى، ولعل أصحاب هذه التراجم قد تأثروا كما تأثر خلفهم بالمصنفات الأندلسية التي أشار ابن بشكوال فيالصلة إلى بعضها، ككتاب "كرامات الصالحين" لعبد الرحمن بن فطيس في ثلاثين جزءاً، وكتاب "الحاوي الجامع بين التوحيد والتصوف والفتاوي"، للمعسكري صاحب "السحابة فيمن دخل المغرب من الصحابة"، وكتاب الإفصاح عمن عرف بالأندلس بالصلاح لأبي البركات البلفيقي، وأنوار الأفكار فيمن دخل جزيرة الأندلس من الزهاد والأبرار لابن الصقر المتوفى عام 559هـ.
توفي الإمام بن عاشر، في رجب سنة أربع على ما في «السلسل العذب» للحضرمي، أو خمس، على ما في «أنس الفقير» لابن قنفذ، وستين وسبعمائة، ودفن بداخل سلا، قرب شاطئ البحر المحيط غير بعيد عن الجامع الأعظم، وقبره مشهور مزار إلى الآن، وقد كان دفن بمقربة من ذلك الموضع الذي دفن فيه جماعة من أصحابه ممن مات قبله، وزيارته مستمرة إلى اليوم خصوصا من أصحاب الأمراض والعاهات، وتلك كانت حالة الشيخ بن عاشر في حياته.

## تكريمه
أطلق اسمه على برج الدموع الذي سمي برج سيدي ابن عاشر، كما أطلق اسمه على مدرسة ابتدائية بحي بطانة.
يحتفل بضريحه في اليوم السابع من ذكرى المولد النبوي وذلك بإهداء شموع القطب عبد الله بن حسون.